# Хёрлинг

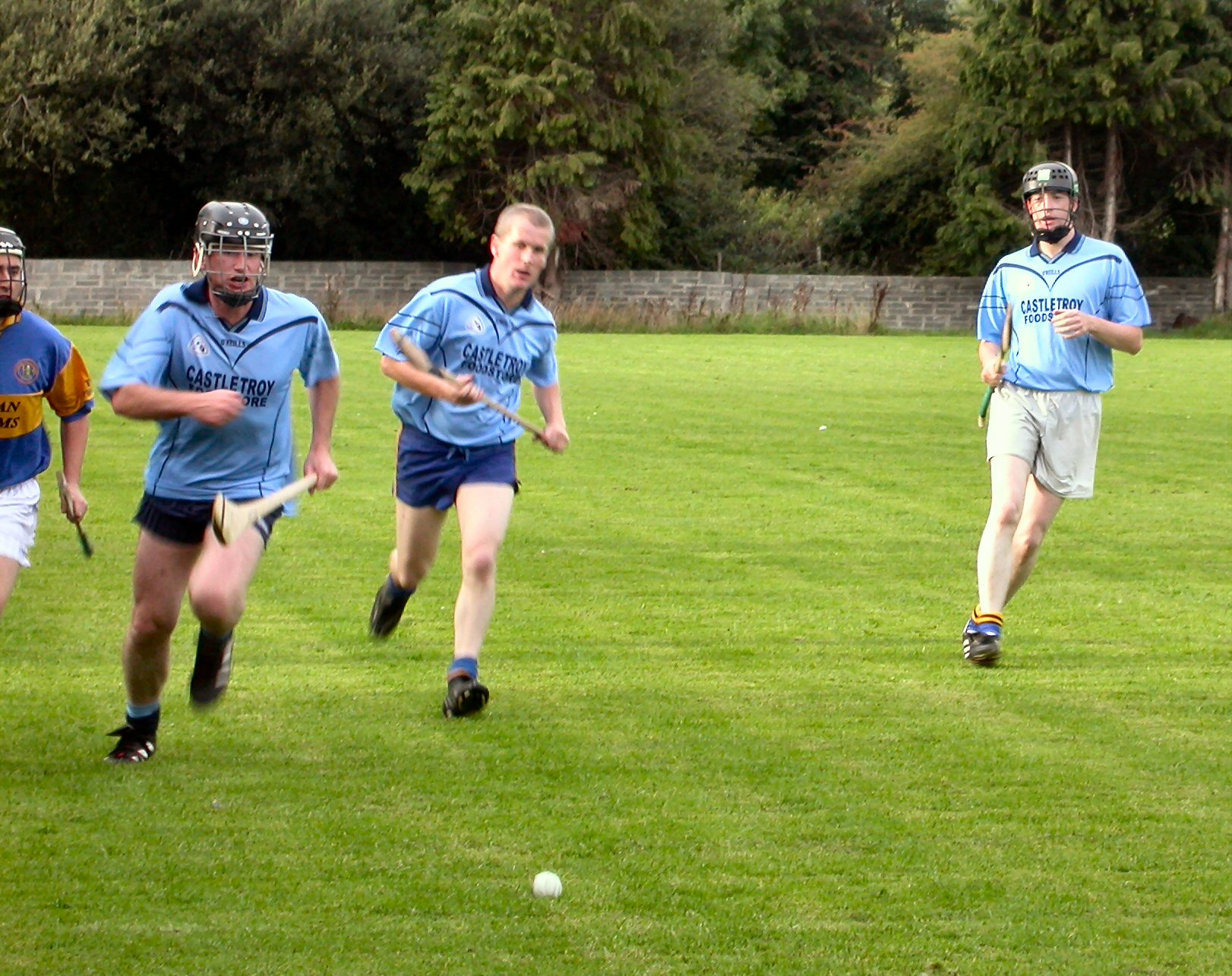
Игра в хёрлинг.

Хёрлинг (англ. hurling, ирл. iománaíocht, iomáint, букв. "швыряние") — командный вид спорта кельтского происхождения, относящийся к гэльским играм. В хёрлинг играют деревянными клюшками и мячом. Распространён преимущественно в Ирландии. Также в хёрлинг играют в Великобритании, Северной Америке, Новой Зеландии, Южной Африке и Аргентине.
Цель игры — получить больше очков и голов, чем команда-противник.
Существует женский вариант игры под названием камоги.

## Спортинвентарь

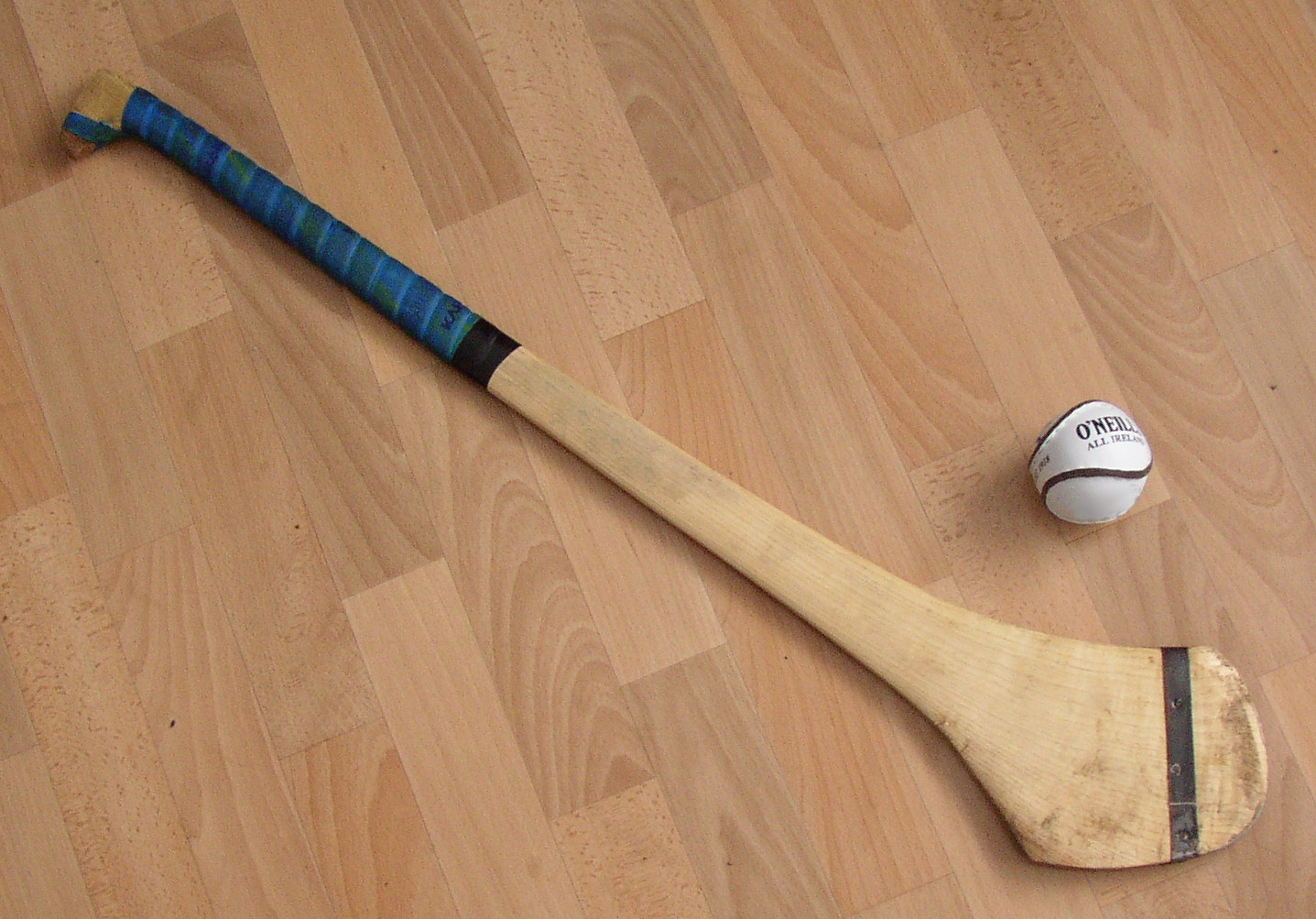
Клюшка и мяч для хёрлинга

Каждый игрок вооружён деревянной клюшкой под названием «хёрли». Длина клюшки — 64-97 см. Нижняя широкая площадка клюшки называется бас. У вратаря бас вдвое больше, чем у полевых игроков. Мяч для игры (шлитар) сделан из кожи с пробкой внутри. Размер мяча от 69 до 72 мм (без учёта кожаных наружных швов), вес 110—120 г. При хорошем ударе мяч может развить скорость до 150 км/ч и пролететь до 110 м. Для женщин и игроков моложе 19 лет обязателен шлем, но в начале 2010 года было принято решение носить шлем всем, кто играет в хёрлинг.

## Правила игры

### Игровое поле
Игровое поле имеет прямоугольную форму: 130—145 м в длину и 70—80 м в ширину. На обоих концах поля находятся Н-образные ворота. Расстояние между штангами ворот составляет 6,50 м, высота ворот 7 м. На высоте 2,50 м между штангами проходит поперечная штанга. Нижняя часть ворот является собственно воротами. Она закрыта сеткой. С обеих сторон ворот находятся 2 прямоугольных площадки. Одна, меньшая: 14 м шириной и 4,50 м длиной (вратарская площадка). Большая: 19 м шириной и 13 м длиной (штрафная площадка). Кроме этого, имеются 20-метровые и 65-метровые линии.
Размер игрового поля и ворот в соревнованиях юниоров меньше.

### Команды и время игры

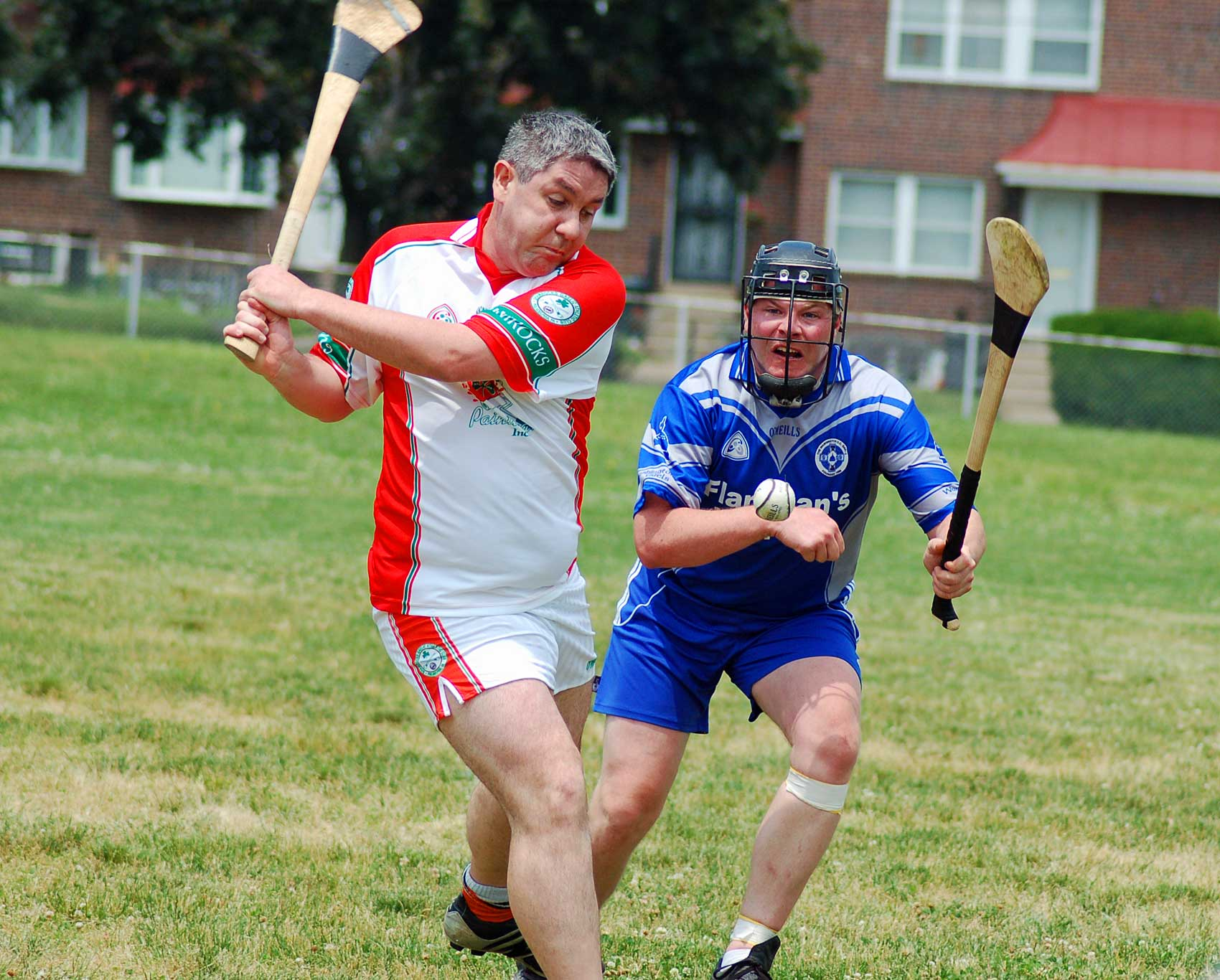

Каждая команда состоит из 15 игроков-хёрлеров. Форма вратаря отличается по цвету от формы полевых игроков.
Во время игры допускается максимально 5 замен игроков. В дополнительное время разрешаются ещё три замены.
Время игры обычно составляет 2×35 мин. Дополнительное время 2×10 мин.

### Ход игры
Арбитр вбрасывает мяч на центральную линию. В это время все игроки команды, кроме двух, находятся за 65-метровой линией.
Если мяч падает на землю, его нужно поднять или ударить по нему клюшкой либо ногами. Не разрешается поднимать мяч рукой. Если игрок поймает рукой летящий в воздухе мяч, разрешается пробежать с мячом в руках не более 4 шагов, а затем подбросить его в воздух либо отбить клюшкой с земли. Игрок, который хочет пронести мяч более трёх шагов, может использовать клюшку, чтобы нести на ней мяч.
При нарушении правил назначается штрафной удар с места нарушения. Причём игрок должен поднять и подбросить клюшкой мяч в воздух, а затем ударить по нему. Если правила нарушил защитник, находящийся в своей штрафной площадке перед воротами, назначается пенальти с середины 20-метровой линии. На линии ворот защищающейся команды, кроме вратаря, разрешено находиться ещё двум игрокам. Пенальти забивается так же, как и обычный штрафной удар.
Если одна из команд забивает гол или очко или если нападающая команда пропускает ворота, то игра продолжается после ручного броска мяча вратарем из вратарской площадки. Остальные игроки должны находиться за 20-метровой линией. Если защищающаяся команда пропускает ворота, нападающая команда производит штрафной удар (с земли) с 65-метровой линии. Если мяч одной команды вылетает за пределы поля, другая команда производит угловой удар (с земли) на линии поля в месте, где мяч покинул поле.

### Счёт
Гол забивается, если мяч попадает в нижнюю часть ворот, и засчитывается за три балла. Если мяч забивается в ворота выше поперечной штанги, команда зарабатывает одно очко. Голы и очки можно заработать и ручным броском. Для этого мяч во время удара рукой должен уже находиться в воздухе. Не разрешается переносить или перебрасывать мяч за линию ворот. Если игрок нападающей команды находится в штрафной площадке перед воротами в момент удара, то его возможное очко или гол не засчитываются, а другая команда производит штрафной удар. Счёт очков и голов идет отдельно по принципу «число голов — сумма очков». Например, в финальном матче Чемпионата Ирландии 1995 года счёт составлял: «Клэр» 1-13, «Оффали» 2-8. Таким образом, выиграла «Клэр» со счётом 16 (3+13): 14 (6+8).

### Нарушения правил
Следующие действия игроков считаются нарушениями:
- подбирать мяч с поля рукой (разрешается только клюшкой и ногой),
- бросать мяч рукой (разрешены только пасы открытой рукой),
- делать более 4 шагов с мячом в руке (разрешено нести мяч на клюшке),
- ловить не коснувшийся поля мяч три раза подряд,
- передавать мяч из рук в руки,
- бросать мяч в ворота рукой,
- забивать мяч из вратарской площадки,
- ставить подножки, хватать за одежду, толкать или валить игрока.

## Судейство
За ходом игры следит рефери. Ему помогают два судьи на линии и 4 арбитра. В играх между округами участвует ещё один официальный наблюдатель на линии поля.
Рефери принимает все решения по начислению голов, очков, штрафов и т. д.
С каждой стороны ворот стоит по арбитру. Их можно узнать по белым кителям. Основная задача арбитров — показывать голы и очки. Одно очко обозначается поднятием белого флага, гол — поднятием зелёного флага. 65-метровый штрафной удар обозначается поднятием руки. При неудачной попытке атаки нападающей команды руки скрещиваются над головой.
Основная задача судей на линии — показать с помощью флага, когда и в каком месте мяч покинул поле и какая команда снова получает мяч. Однако рефери имеет право решающего голоса над судьями и арбитрами.

## История
Хёрлинг имеет многовековую историю. Первоначально в эту игру играли соседние деревни, в ней участвовали сотни игроков, и игра могла продолжаться несколько часов и даже дней.
История хёрлинга древнее истории Ирландии. Эту игру привезли с собой кельты, таким образом, ей уже более 2000 лет. Уже в V веке в своде законов Ирландии назначалось наказание за смерть или телесные повреждения людей с помощью клюшек или мячей для хёрлинга.
После завоевания Ирландии в XII веке англичанами игру неоднократно пытались запретить. Так в 1367 году парламент Килкенни запретил хёрлинг под предлогом, что он мешает нести военную службу. Однако все эти запреты не повредили популярности игры.
XVIII век стал золотым веком хёрлинга. В него играл уже 21 округ.
Первые попытки стандартизации игры при помощи описания правил предпринял основанный в 1879 году «Союз хёрлинга Ирландии» в дублинском Тринити колледже, а в 1884 году была создана «Гэльская атлетическая ассоциация» (Gaelic Athletic Association), и игра стала официальным видом спорта.
Лучшие команды игроков хёрлинга из округов Корк, Килкенни и Типперэри. В 80-е годы укрепили свои позиции команды из Клэр, Голуэй, Лимерик, Оффали, Уотерфорда и Уэксфорда.
Главное событие в мире хёрлинга — Чемпионат Ирландии по хёрлингу, проводимый ежегодно с 1887 года. Финальная игра традиционно проходит в сентябре в Дублине на стадионе «Кроук Парк». Команде-победителю вручается кубок (Liam-McCarthy-Cup).
В Европе существует «Европейская лига хёрлинга».